# Josef Matthias Hauer
Josef Matthias Hauer, född 19 mars 1883, död 22 september 1959, var en österrikisk kompositör.
Josef Matthias Hauer blev känd för sitt atonala kompositionssystem där den tonala innebörden uppstår genom tonkombineringar inom olika grupper ("troper") av den tempererade skalans tolv toner. Hauer, som förkastade den europeiska, i synnerhet den polyfona tonkonsten försökte anknyta till den österländska musiken. Han framställde sina idéer i Vom Wesen des Musikalischen (1920), Zwölftontechnik (1926) med flera skrifter. Av hans kompositioner uppfördes en orkestersvit i Stockholms konsertförening 1929.